# Phylloscopus affinis
El mosquitero de Tickell (Phylloscopus affinis) es una especie de ave paseriforme de la familia Phylloscopidae propia del sur de Asia. Su nombre común conmemora a su descubridor, el ornitólogo británico Samuel Tickell, que lo recolectó en la India y Birmania.

## Descripción
Sue partes superiores son parduzcas mientras que sus partes inferiores son amarillentas, y presenta una larga lista superciliar también amarillenta. Sus partes inferiores de color amarillento claro y la ausencia de listas en las alas sirven para distinguirlo de otras especies similares. Tiene patas delgadas y scuras y su mandíbula inferior es más clara y presenta el panel de las alas grisáceo.

## Comportamiento
Se alimenta principalmente de insectos que atrapa picoteando o vuelos cortos. Es un pájaro activo, que prefiere las copas de los árboles y arbustos. Es difícil de seguir mientras se mueve de rama en rama, explorando acrobaticamente el follaje.  